# Australia Telescope Compact Array
El Australia Telescope Compact Array o ATCA es un  radiotelescopio situado en el Observatorio Paul Wild, 25 km al oeste de la ciudad de Narrabri en Australia.
El telescopio es un conjunto compuesto de 6 antenas iguales de 22 m de diámetro. Normalmente operan juntas como radiointerferómetro. Cinco de las antenas se pueden mover sobre unos raíles a lo largo de una distancia de 3 km. La sexta antena se localiza en una posición fija a unos 3 km al oeste del final de los raíles. Cada antena pesa unas 270 toneladas.
El ATCA forma parte de la red de radiotelescopios denominada Australia Telescope National Facility. ATCA frecuentemente opera en conjunto con la antena de 64 m del Observatorio Parkes y con la antena del Observatorio Mopra formando un radiointerferómetro de base ancha (VLBI).